# Likouala
Likouala é um dos 12 departamentos da República do Congo, localizado na parte norte do país. Faz divisa com os departamentos de Cuvette e Sangha, com a República Democrática do Congo e com a República Centro Africana. Sua capital é a cidade de Impfondo.

## Distritos
- Betou
- Bouaniela
- Dongou
- Enyellé
- Epéna
- Impfondo
- Liranga